# 1462年
| 千纪： | 2千纪 |
| 世纪： | 14世纪 \| 15世纪 \| 16世纪                                                                                 |
| 年代： | 1430年代 \| 1440年代 \| 1450年代 \| 1460年代 \| 1470年代 \| 1480年代 \| 1490年代                           |
| 年份： | 1457年 \| 1458年 \| 1459年 \| 1460年 \| 1461年 \| 1462年 \| 1463年 \| 1464年 \| 1465年 \| 1466年 \| 1467年 |
| 纪年： | 壬午年（马年）；明天顺六年；越南光順三年；日本寬正三年                                                     |

## 大事记
- 俄罗斯
  - 「失明大公」瓦西里二世之子伊凡·瓦西里耶维奇成为全俄罗斯大公，即後來的伊凡三世。

## 出生
- 3月2日——朱见沛，明朝徽庄王，明英宗朱祁镇第九子。
- 6月27日——路易十二，法国国王（逝世于1515年）

## 逝世
- 戴进，明朝画家（出生于1388年）
- 3月28日——瓦西里二世，俄罗斯大公（出生于1415年）